# Anasterias rupicola
Anasterias rupicola là tên của một loài sao biển thuộc họ Asteriidae. Người ta phát hiện nó ở Nam Đại Dương và vùng biển gần Nam Cực của Ấn Độ Dương.

## Mô tả
Loài sao biển này có cánh ngắn, phát triển rất chậm, đến mức các nhà khoa học cho rằng phải mất 39 năm nó mới có kích thước là 11 cm. Mặt trên thì có màu trắng ngà và những điểm phình tạo thành những hàng hướng về tâm. Đầu cánh thì có những cái gai ngắn. Mặt dưới của nó thì vài hàng chân bụng, miệng thì nằm ngay chính giữa.

## Phân bố và môi trường sống
Anasterias rupicola sinh sống ở những vùng nước nông, nhiệt độ thấp ở những đảo của vùng cận Nam Cực như quần đảo Crozel, quần đảo Kerguelen và quần đảo Prince Edward. Tại đó, chúng ở dưới điểm triều thấp 5 mét và nơi chúng ở là rìa những bãi đá, cụ thể là bên dưới đá cuội, những vết nứt của đá.

## Sinh thái học
Chúng là loài săn mồi. Kể cả khi con non của nó chỉ mới vài mm đã đi tìm các loài thuộc bộ Chân đều, thuộc lớp Polyplacophora và các loài thân mềm hai mảnh vỏ để ăn. Khi lớn hơn thì thức ăn sẽ là các loài thuộc bộ Amphipoda, sâu biển và loài sao sao tên là Nacella macquariensis.
Cá thể mẹ chăm sóc con non, chúng giữ trứng bằng các chân ống gần miệng. Số lượng trứng lên đến 350 trứng. Đôi khi, con mẹ còn nuôi con non đến tận 9 tháng, do đó trong quá trình chăm sóc con, chúng vẫn ăn bình thường (điều này khác với những loài sao biển chăm sóc con non khác). Dường như là chúng không sinh sản theo mùa, bằng chứng là người ta bắt được 1400 cá thể cái của loài này, trong đó có 30 cá thể đang chăm sóc con non.
Thiên địch của chúng là những loài chim biển như Chionis minor và mòng biển tảo bẹ.